# Резино (село)
Ре́зино — село в Усть-Таркском районе Новосибирской области. Входит в состав Побединского сельсовета.

## География
Площадь села — 79 гектаров.

## История
Село основано в 1628 году. В 1926 году состояло из 163 хозяйств, основное население — русские. В административном отношении являлось центром Резинского сельсовета Еланского района Омского округа Сибирского края.

## Население
| 2002 | 2007 | 2010 |
| ---- | ---- | ---- |
| 183  | ↘129 | ↘102 |

## Инфраструктура
В селе по данным на 2007 год функционируют 1 учреждение здравоохранения и 1 учреждение образования.

## Известные уроженцы
- Харитонов, Николай Михайлович (род. 1948) — российский политический деятель, Герой Труда Российской Федерации.